# Mumia (film 2017)

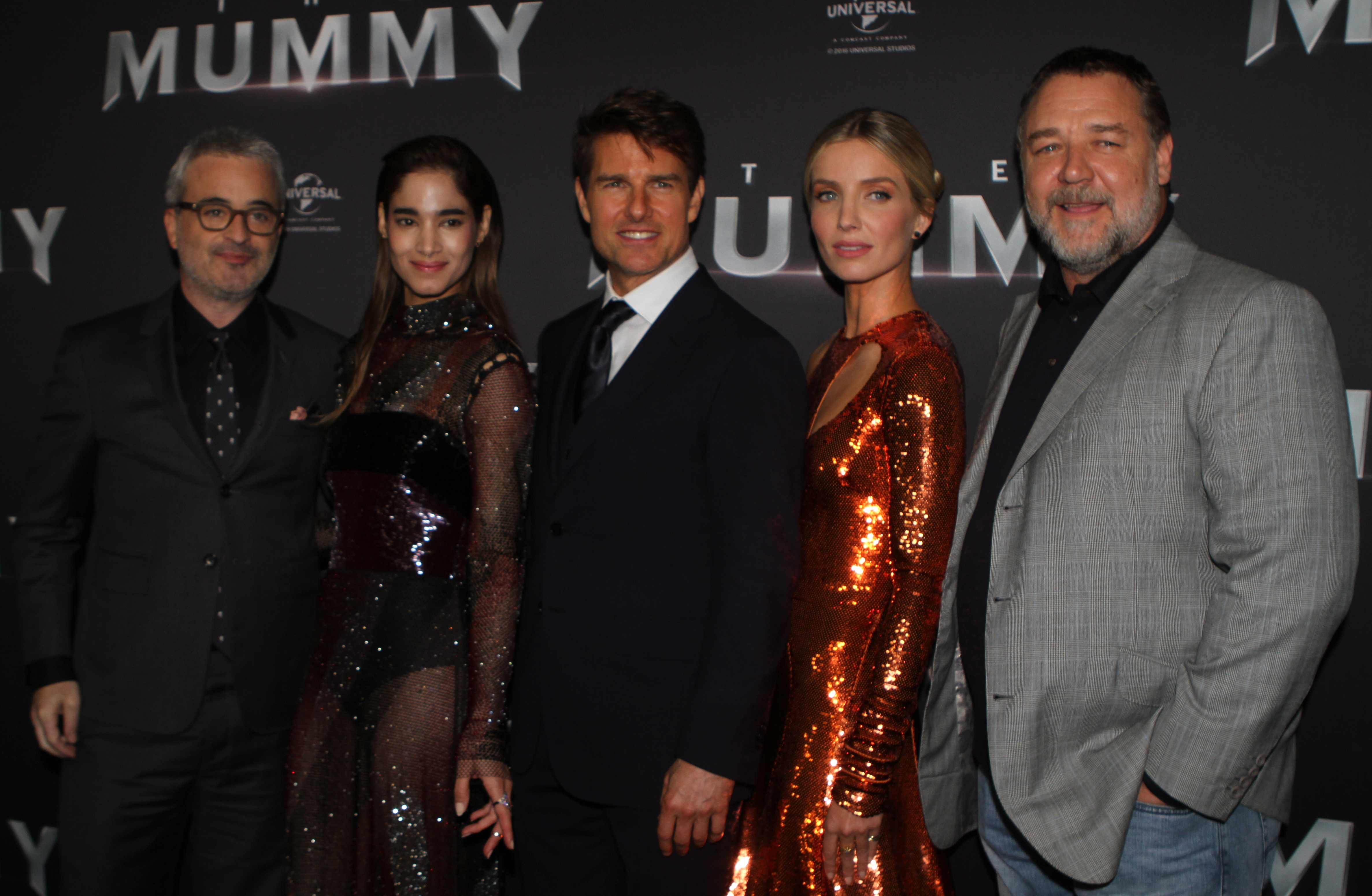
Reżyser filmu oraz aktorzy na premierze filmu

Mumia (ang. The Mummy) – amerykański film przygodowy fantasy w reżyserii Alexa Kurtzmana z 2017 roku. Reboot serii Mumia jako część anulowanego The Dark Universe.

## Fabuła
Nick Morton (Tom Cruise) jest komandosem i złodziejem skarbów. W Iraku odnajduje grobowiec księżniczki Ahmanet (Sofia Boutella), która po zawarciu sojuszu ze złem, została pogrzebana żywcem poza Egiptem. Ahmanet zostaje wybudzona i pragnie zemsty.

## Obsada
Źródło – Metacritic
- Tom Cruise – Nick Morton
- Sofia Boutella – mumia / księżniczka Ahmanet
- Annabelle Wallis – Jenny Halsey
- Jake Johnson – Chris Vail
- Courtney B. Vance – pułkownik Greenway
- Russell Crowe – doktor Henry Jekyll / Edward Hyde
- Marwan Kenzari – Malik
- Javier Botet – Set
- Matthew Wilkas – reporter

## Odbiór
Oficjalna premiera miała miejsce 22 maja 2017 roku w Sydney.
Mumia otrzymała negatywne recenzje od krytyków. W agregatorze Metacritic średnia ocen od recenzentów wynosi 34/100 (na podstawie 44 recenzji). Natomiast w serwisie Rotten Tomatoes tylko 16% recenzji zebranych od krytyków było pozytywnych, a średnia z ocen wynosi 4,2/10 (na podstawie 264 recenzji).
Film zarobił 409,2 miliona dolarów amerykańskich (80,2 mln w Stanach Zjednoczonych oraz 329 mln w pozostałych krajach), przy budżecie wynoszącym 125 milionów.